# 백문질
백문질(白文質, ? ~ ? )는 고려 후기의 문신이다. 본관은 대흥(大興). 백문보의 동생이자 문인이다.

## 생애
승평부사(昇平府使)와 전리사판서(典理司判書)를 지낸 백견(白堅)의 아들이다. 종부령(宗簿令)을 지냈다. 백문보의 동생으로서 그 문인인 것을 보면 백문보와 상당한 나이 차가 있었던 것으로 보인다. 1369년(공민왕 18) 형인 백문보의 명을 받아 충청도 직산 한림봉(翰林峰) 아래의 전장(田庄)을 정리하고, 경상도 영해부(慶尙道 寧海府)로 낙향을 도왔다.
1371년(공민왕 20)에 부인과 함께 자식들에게 재산을 나누어준 분급기가 남아 있다.

## 가족관계
- 외조 : 박감(朴瑊), 경상도안찰사[4]
  - 부 : 견(白堅), 승평부사(昇平府使), 전리사판서(典理司判書)
  - 모 : 영해 박씨(寧海朴氏)
    - 형 : 문보(文寶), 정당문학(政堂文學) 직산군(稷山君)
    - 형수 : 기성 황씨(箕城黃氏,(평해 황씨(平海黃氏))) 황서(黃瑞)의 딸
      - 질서 : 왕세흥(王世興)

    - 부인 : 황씨(黃氏)[5][6]
      - 아들 : 선(瑄), 좌우위보승별장 (백부 문보에게 출계)
      - 아들 : 진(瑨), 나주목사[7]
      - 아들 : 수(需)
      - 아들 : 오(澳)
      - 아들 : 항(恒)